# 迈克尔·基夫腾贝尔德
迈克尔·基夫腾贝尔德（荷蘭語：Maikel Kieftenbeld；1990年6月26日—）是一位荷蘭籍職業足球運動員，司職防守中場，現效力於英格蘭足球冠軍聯賽球會米尔沃尔。

## 球會生涯
基夫腾贝尔德在莱默勒费尔德足球會展開其足球生涯，被川迪球探發現後，在2003年加入川迪青訓系統。基夫腾贝尔德宗未能在川迪獲得上場機會後，在2007年與前進伊高斯簽約加盟，並在2008年簽下三年職業合約，外加一年選擇權。
基夫腾贝尔德首場職業比賽是2008/09荷乙揭幕日對云路的比賽，以5-0慘敗，他在半場被換上。他在首個職業賽季便成為球隊常規成員，共在聯賽上場30次。2009年4月29日對雲登的比賽，他打進首顆職業進球，助球隊以2-1擊敗對手。
2010年6月，他與格羅寧根簽下四年合約，轉會費30萬歐元。2011年10月30日取得在新球會首顆進球，使球隊以6-0大勝飛燕諾。基夫腾贝尔德在在2012/13球季成為了球隊副隊長，當隊長拉斯姆斯·連基倫缺陣時，他便擔任球隊隊長一職。2014年5月28日，他與球會績約至2016年職。2015年5月，基夫腾贝尔德助球隊贏得荷蘭盃，是球會歷史上首次贏得該錦標。
2015年7月27日，基夫腾贝尔德與英冠球會伯明翰簽約三年加盟，首場比賽是8月8日聯賽揭幕日對雷丁的比賽，他以先發身份上場。

## 榮譽

### 球會
格羅寧根
- 荷蘭盃 (1): 2014–15

## 外部連結
- Profile at fcgroningen.nl
- Voetbal International profile （页面存档备份，存于） （荷兰文）
- Holland stats at OnsOranje